# St. Cosmas und Damian (Euerbach)

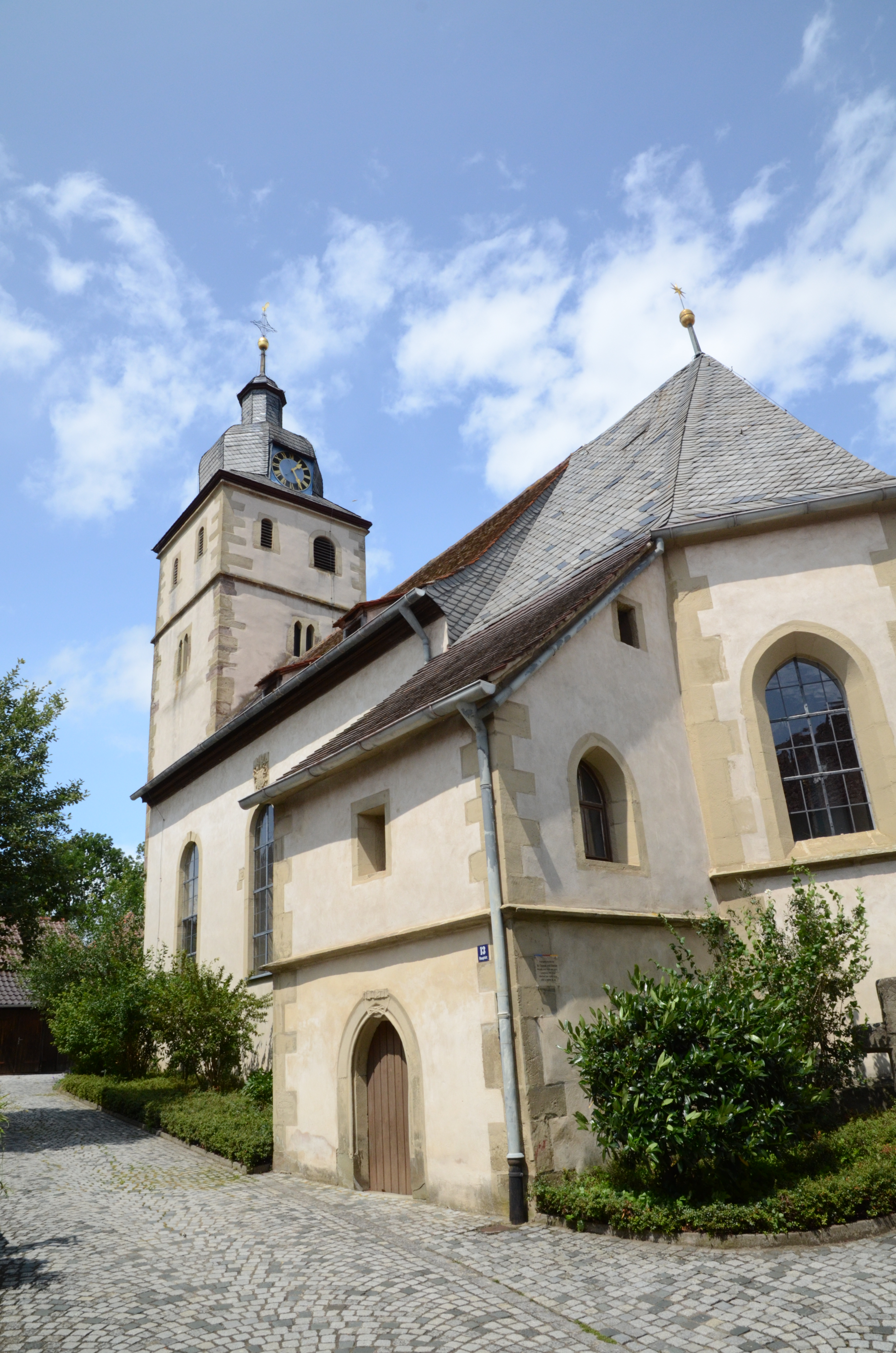
Außenansicht von Westen mit Sakristeianbau und Zugang zur Krypta

Die evangelisch-lutherische Pfarrkirche St. Cosmas und Damian in Euerbach, einer Gemeinde im unterfränkischen Landkreis Schweinfurt, liegt inmitten einer fast vollständig erhaltenen Kirchenburganlage. Die Kirchenpatrone waren vor der Reformation die Märtyrer Kosmas und Damian.

## Bau

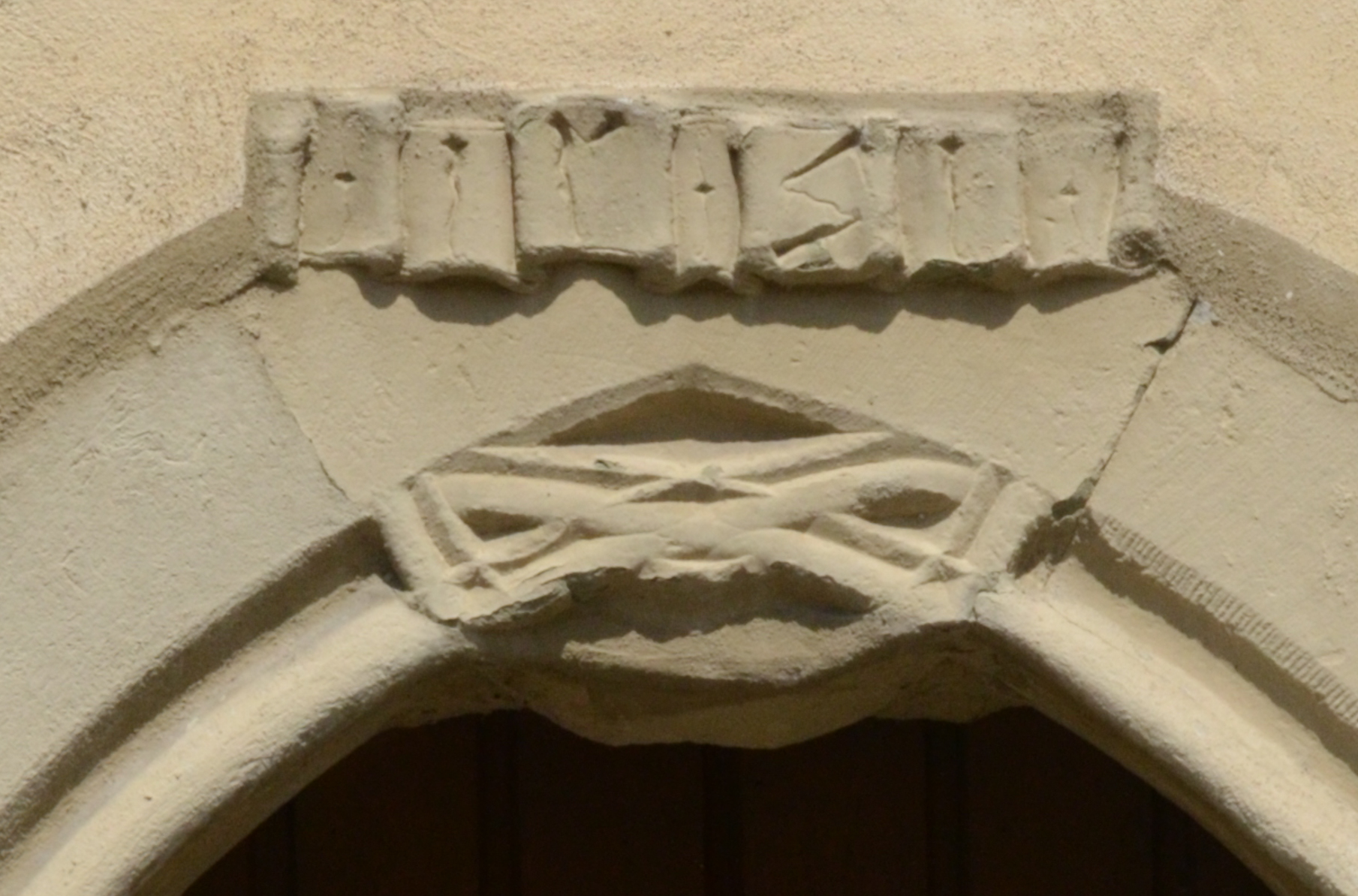
Inschrift über dem Zugang zur Krypta

Die Kirche befindet sich am höchsten Punkt des Altortes und wird von einer Gadenanlage umringt. Die unteren Mauerteile des Langhauses sind möglicherweise noch romanischen Ursprungs. Aus frühgotischer Zeit stammt der 27 Meter hohe Turm. Vom Typus gehört er dem 13. Jahrhundert an. Die Glocken stammen von 1478, 1524 und von Mitte des 16. Jahrhunderts. 
In der ersten Hälfte des 14. Jahrhunderts wurde der Chorraum angefügt. Bei der Renovierung im Jahr 1972 wurde ein Freskenband von acht Apostelkreuzen freigelegt. Die gotische Deckenausmalung ist nicht mehr erkennbar. Südlich an den Chorraum wurde 1531 eine Sakristei angebaut. Das Langhaus wurde 1742 in größerem Stil umgebaut. Vermutlich wurden die Mauern des romanischen Vorgängerbaus einbezogen und erhöht. Unter dem Chorraum befindet sich ein kryptaartiger Kellerraum. In ihn gelangt man durch eine Treppe aus einem Vorraum der unter der Sakristei liegt. Der Zugang zur Krypta unterhalb der Sakristei trägt eine Inschrift mit Jahreszahl die als 1251 gedeutet wird.

## Ausstattung
Der Altar ist ein einfacher Aufbau mit zwei Säulen, die von Weinlaub umrankt sind. Das Altarbild von 1688 zeigt eine Kalvarienbergszene. Die Predella stellt das letzte Abendmahl dar.
Die Kanzel ist aus Sandstein gearbeitet und ist mit 1546 bezeichnet. Der polygonale Korpus ruht auf einem Eierstabkapitell. Die Bemalung stammt von 1718. In der Mitte ist eine Kreuzigungsszene dargestellt. Darüber das Wappen derer von Steinau genannt Steinrück. Links und rechts befinden sich Darstellungen der vier Evangelisten mit ihren Symbolen: links oben Matthäus mit einem geflügelten Menschen, darunter Lukas mit einem Stier, rechts oben Markus mit einem Löwen und darunter Johannes mit einem Adler. Alle vier Evangelisten sind mit einem aufgeschlagenen Buch und einem Bibelzitat abgebildet. Im Einzelnen sind das Mt 24, 13; Lk 2, 14; Mk 5, 36; Joh 1, 36. Auf den beiden äußersten Flächen der Kanzel sind die beiden Reformatoren links Martin Luther und rechts Philipp Melanchton mit ihren Geburts- und Sterbedaten abgebildet.
Auf dem Holzdeckel des Taufsteins von 1574 wird die Taufe Jesu durch Johannes dem Täufer dargestellt. Die Figuren und die den Heiligen Geist darstellende Taube stammen aus dem Jahr 1718. Der Holzdeckel wurde bei der Renovierung 1973 erneuert und dabei dem historischen Vorbild nachempfunden. Der Fuß des Taufsteins ist mit 1574 bezeichnet.
Das Sakramentshaus stammt von 1437. Auf das ehemalige Patronat der Heiligen Kosmas und Damian gibt es heute keine Hinweise mehr in der Kirchenausstattung.

Ausstattung
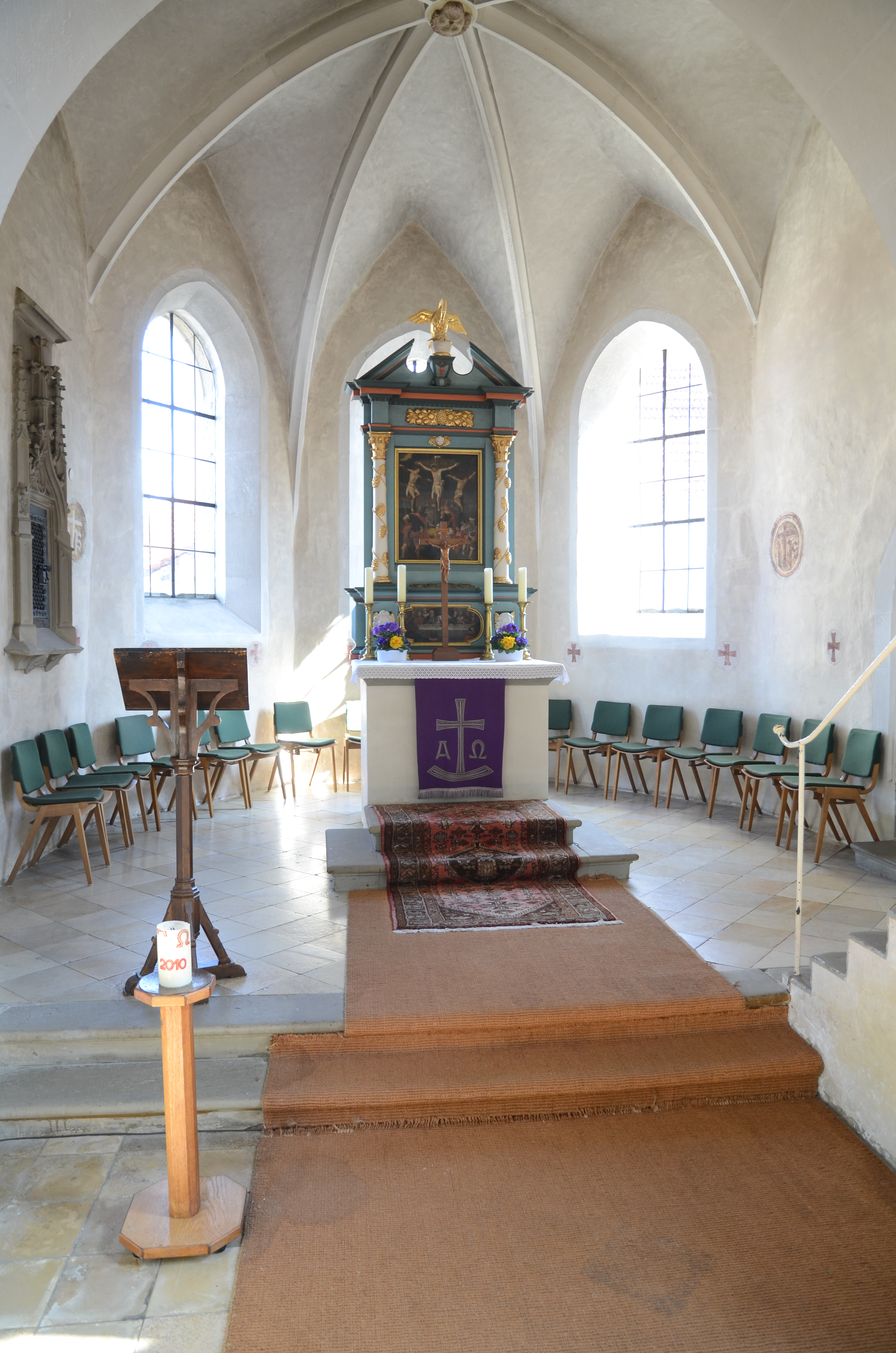
Chor
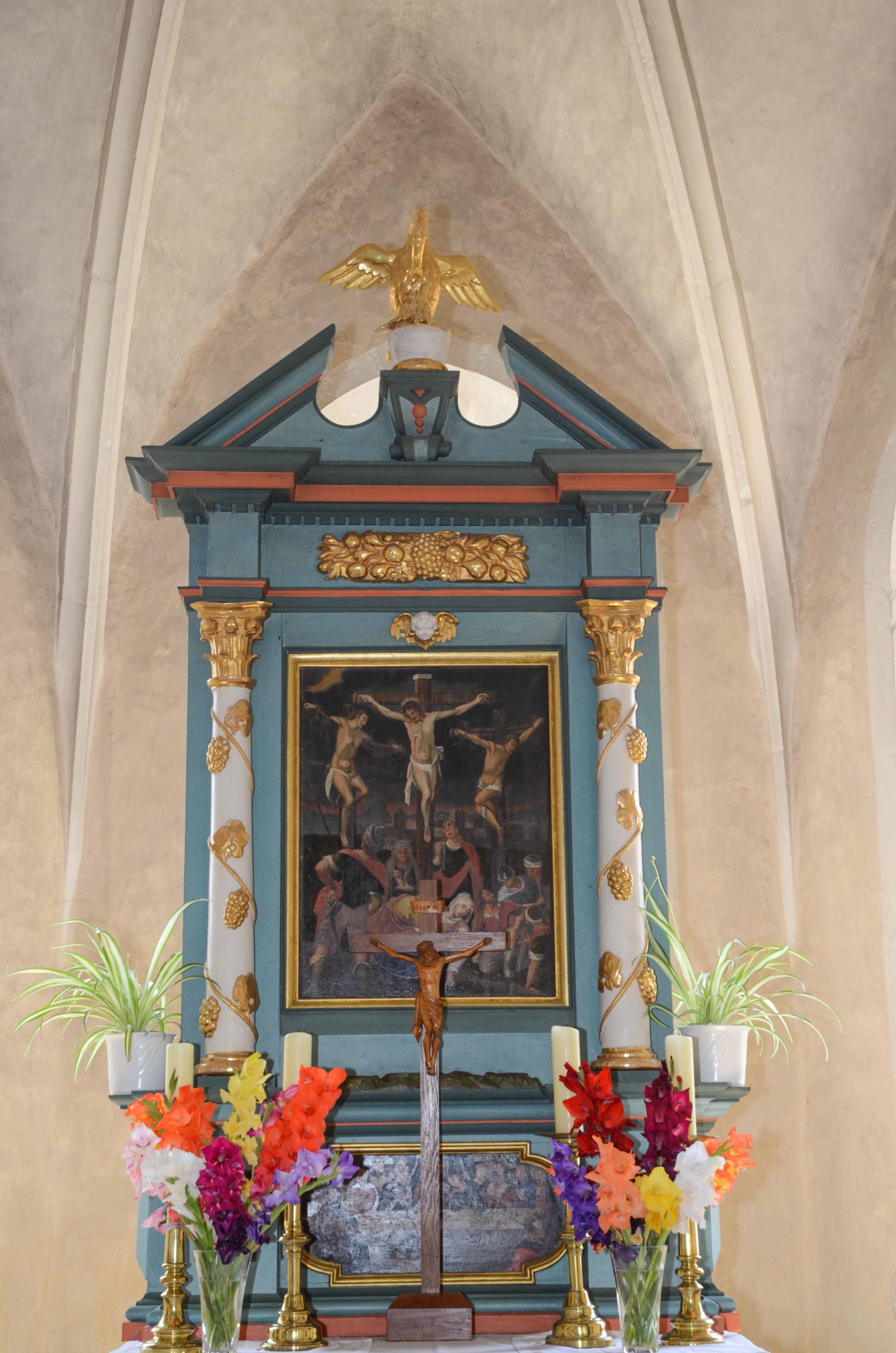
Altar
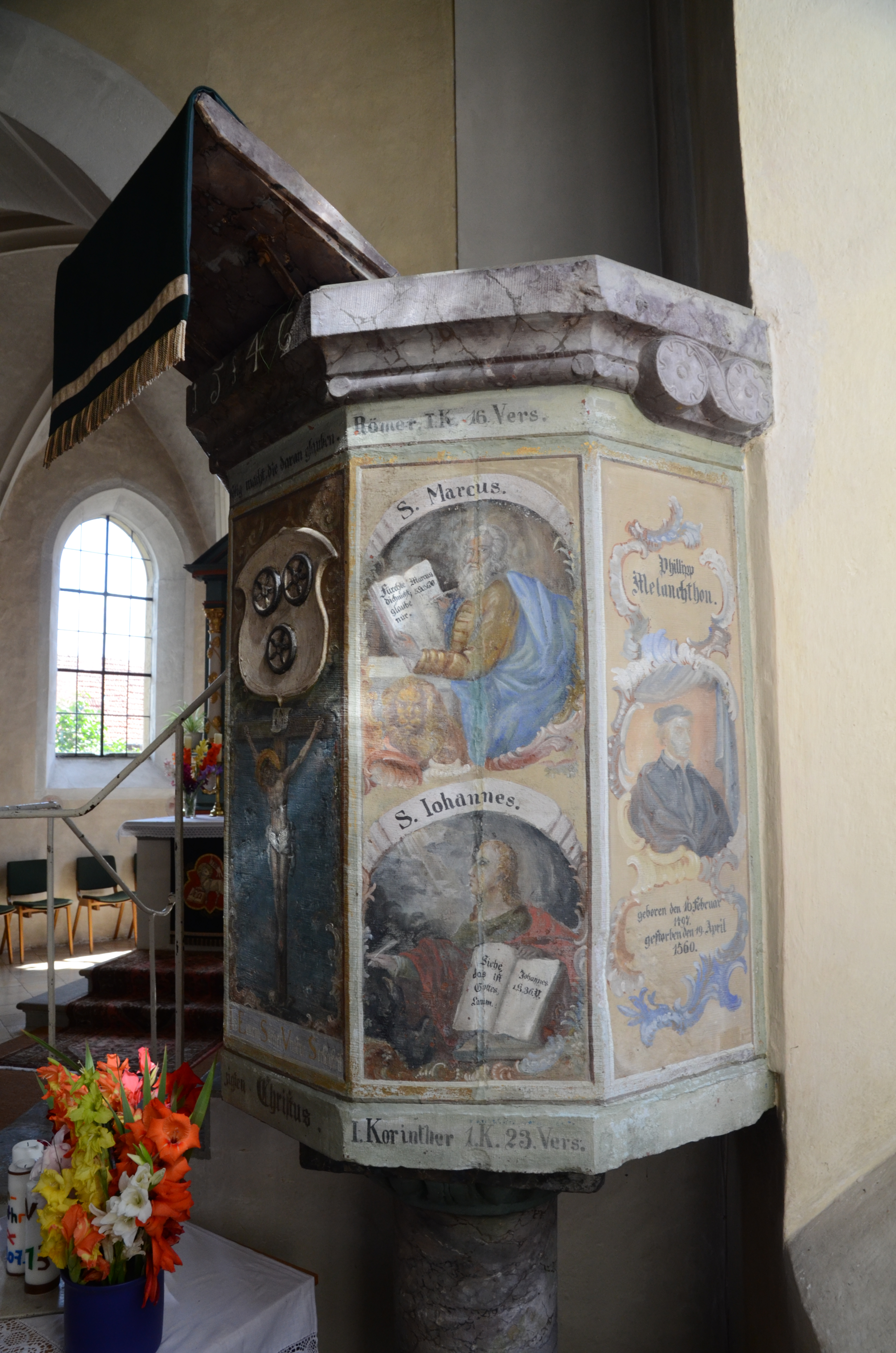
Kanzel
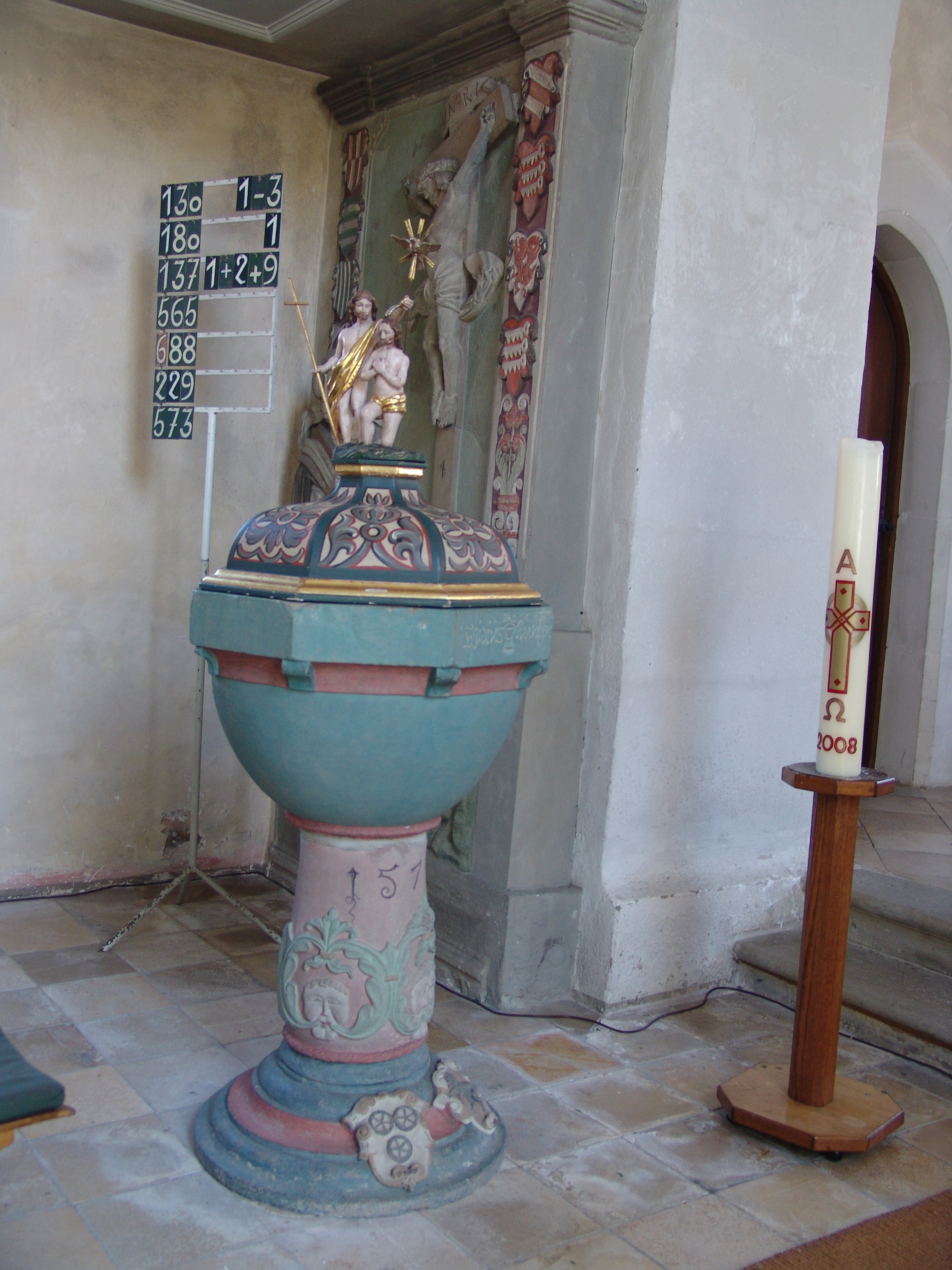
Taufstein
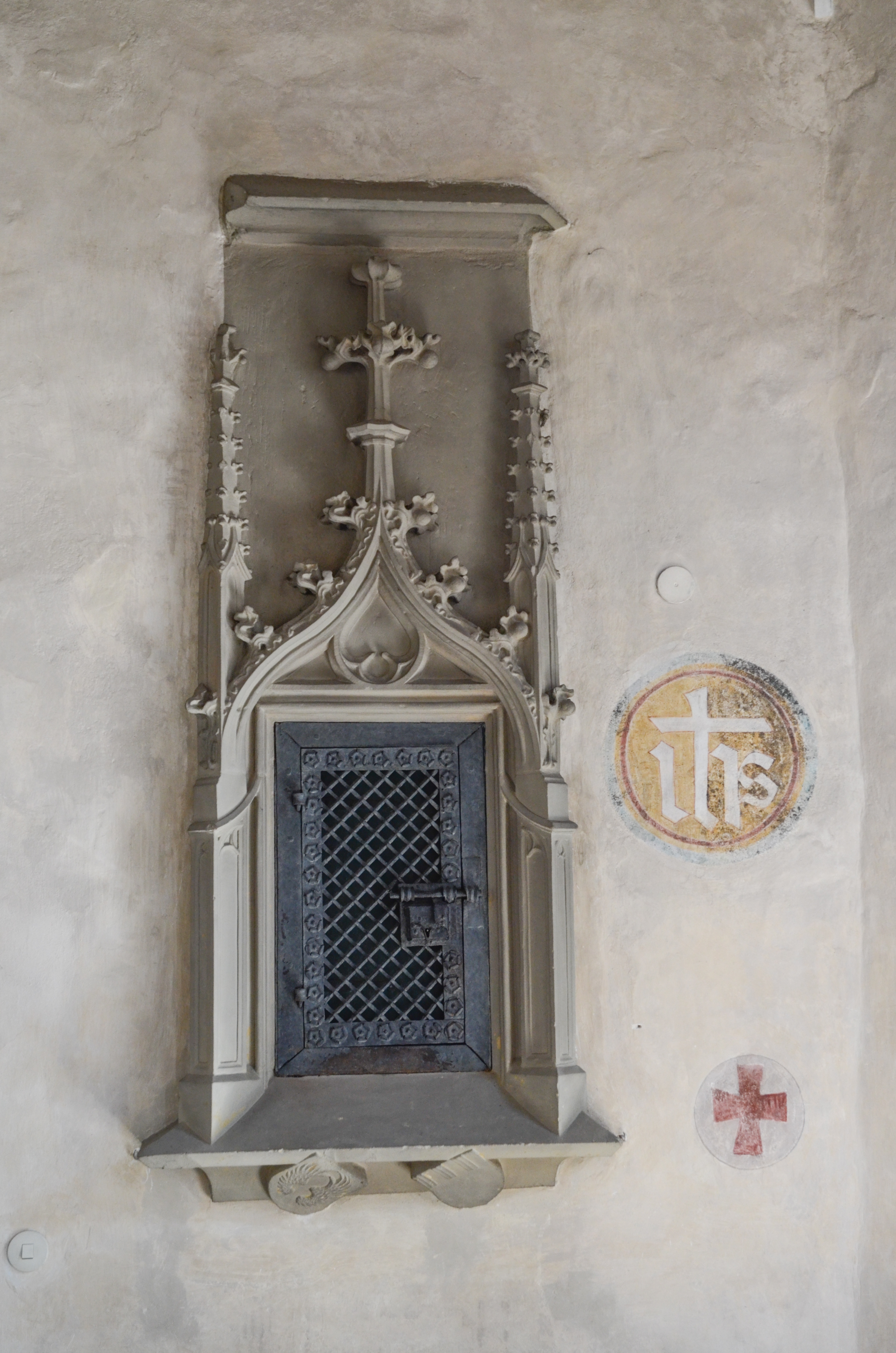
Sakramentshaus und Apostelkreuz

## Epitaphien
Im Kircheninnenraum befinden sich vier Epitaphien. An der Südwand des Langhauses ist das Holzepitaph des Ehepaars Hans von Steinau genannt Steinrück, gestorben 1587, und Anna von Steinau geborene Truchsessin von Henneberg, gestorben 1576, aufgehängt. Das Gemälde stellt die Auferstehung Jesu Christi dar. Darunter kniet die Familie des Hans von Steinau.
In der Nähe des Taufsteins steht an der Wand das Epitaph von Ursula von Steinau geb. von Rosenberg, zweite Frau des Wolff von Steinau gen. Steinrück, gestorben 1547. Eine doppelte Ahnenprobe führt auf der linken Seite des Epitaphs die vier väterlichen Ahnen von Rosenberg, von Wolmarshausen (Vollmarshausen, Schild nicht ganz korrekt), von Seinsheim-Schwarzenberg und von Adelsheim, auf der rechten Seite die Ahnen mütterlicherseits von Hutten, Speth von Zwiefalten, von Rechberg und Speth von Zwiefalten auf.
Im Turmuntergeschoß befindet sich auf der südlichen Seite ein Epitaph mit einem Relief einer lebensgroßen Figur in Ritterrüstung. Sie stellt Wolff von Steinau gen. Steinrück, gestorben 1564, dar. Der Spieß, den die Figur ursprünglich in der rechten Hand hielt ist verloren gegangen. Eine doppelte Adelsprobe führt auf der linken Seite des Epitaphs die vier väterlichen Ahnen Steinau genannt Steinrück, Bibra, Rotenhan und Voit von Rieneck, auf der rechten Seite die Ahnen mütterlicherseits von Miltz (falsch angestrichen), Bibra, Truchseß von Wetzhausen und Schwanfeld auf.
Gegenüber befindet sich der Grabstein der Appollonia von Steinau geb. von Münster, gestorben 1531. Auf den Kapitellen der Pilaster ist auf der linken Seite das Wappen der Mutter Dorothea von Giech bzw. für den Großvater mütterlicherseits, nach Biedermann Onuphrius von Giech, nach anderen Quellen Bernhard von Giech, auf der rechten Seite das des Vaters Engelhard jr. Münster zu Niederwerrn bzw. des Großvaters väterlicherseits Andreas von Münster zu sehen. Am unteren Ende befinden sich drei Wappen, von links nach rechts, Marschalk von Ebneth (die Großmutter mütterlicherseits war lt. Biedermann Apollonia von Rotenhan, nach anderen Quellen Petronella v. Marschalk), von Steinau gen. Steinrück für den Ehemann und Lichtenstein für die Großmutter väterlicherseits, Dorothea von Lichtenstein.

Epitaphien
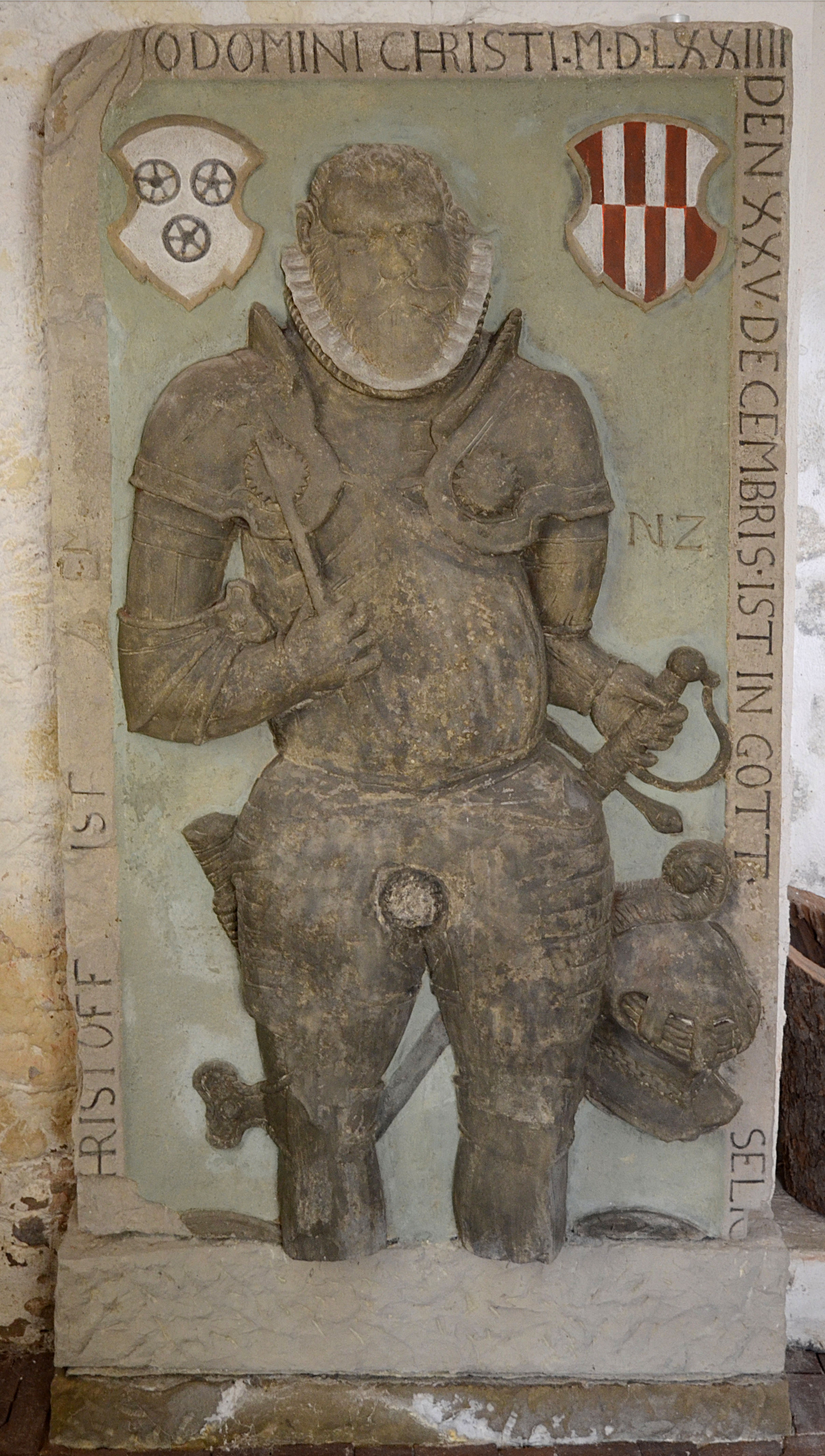
Hans von Steinau + 1587
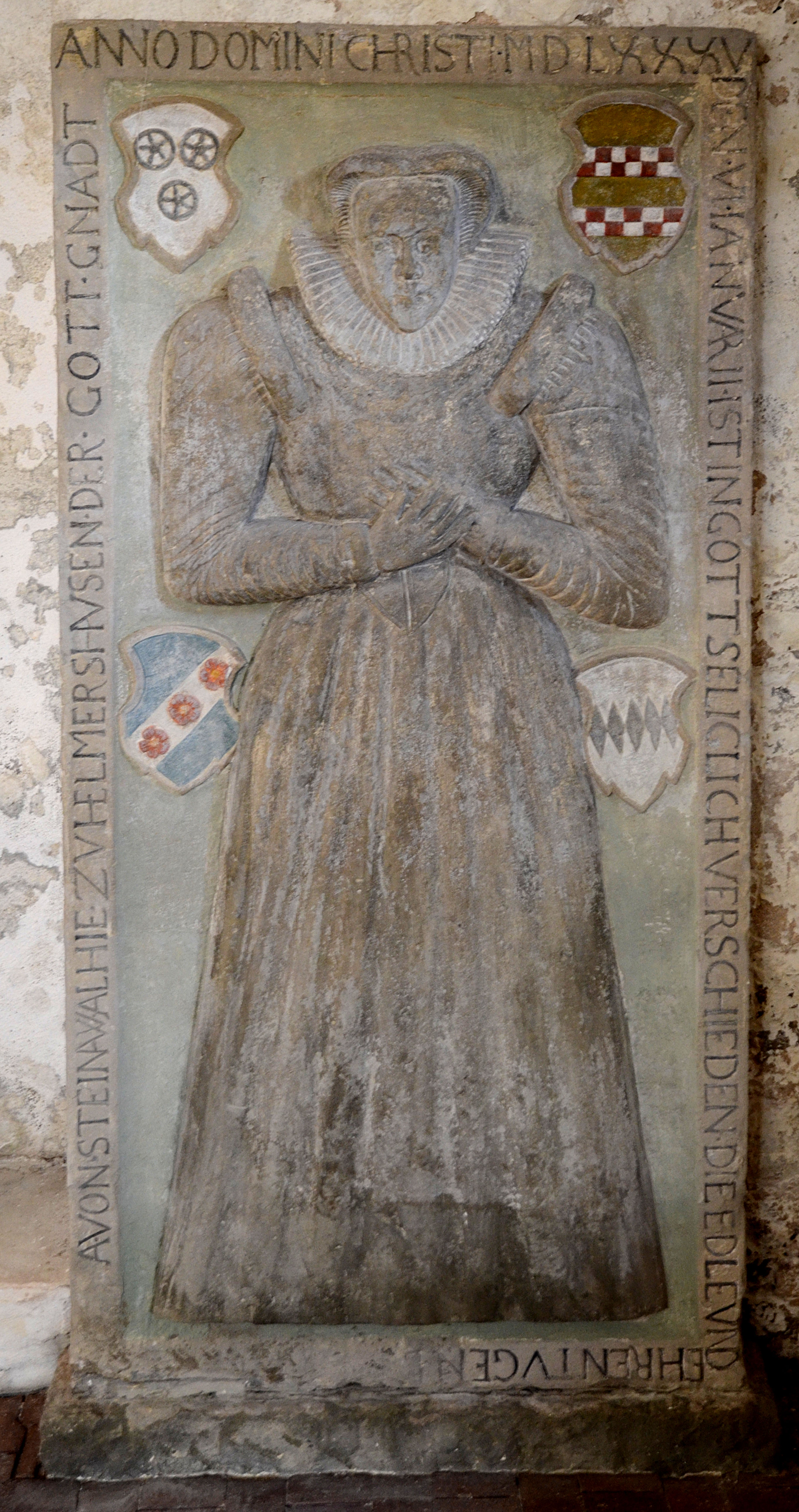
Ursula von Steinau + 1547
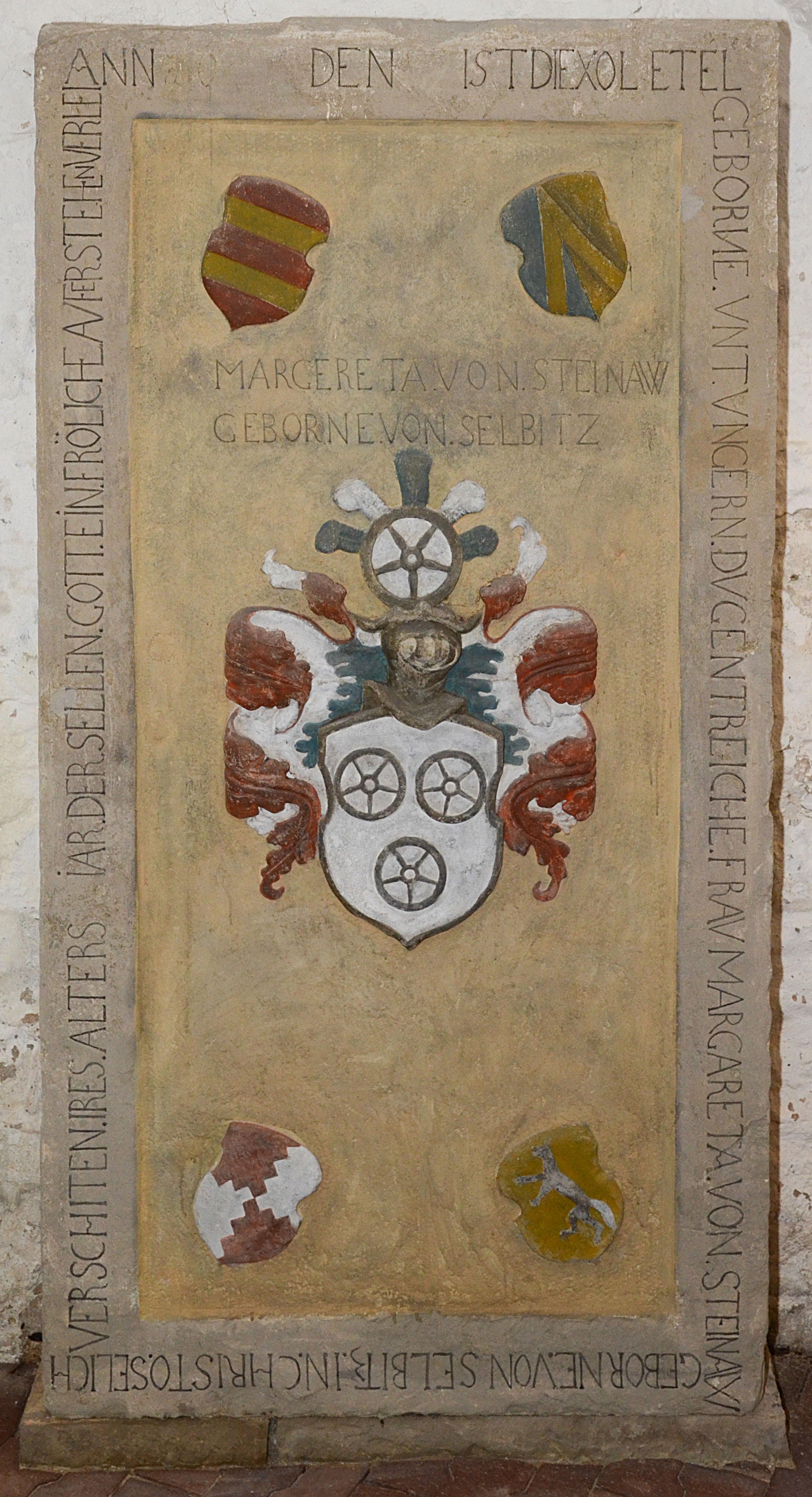
Wolf von Steinau +1564
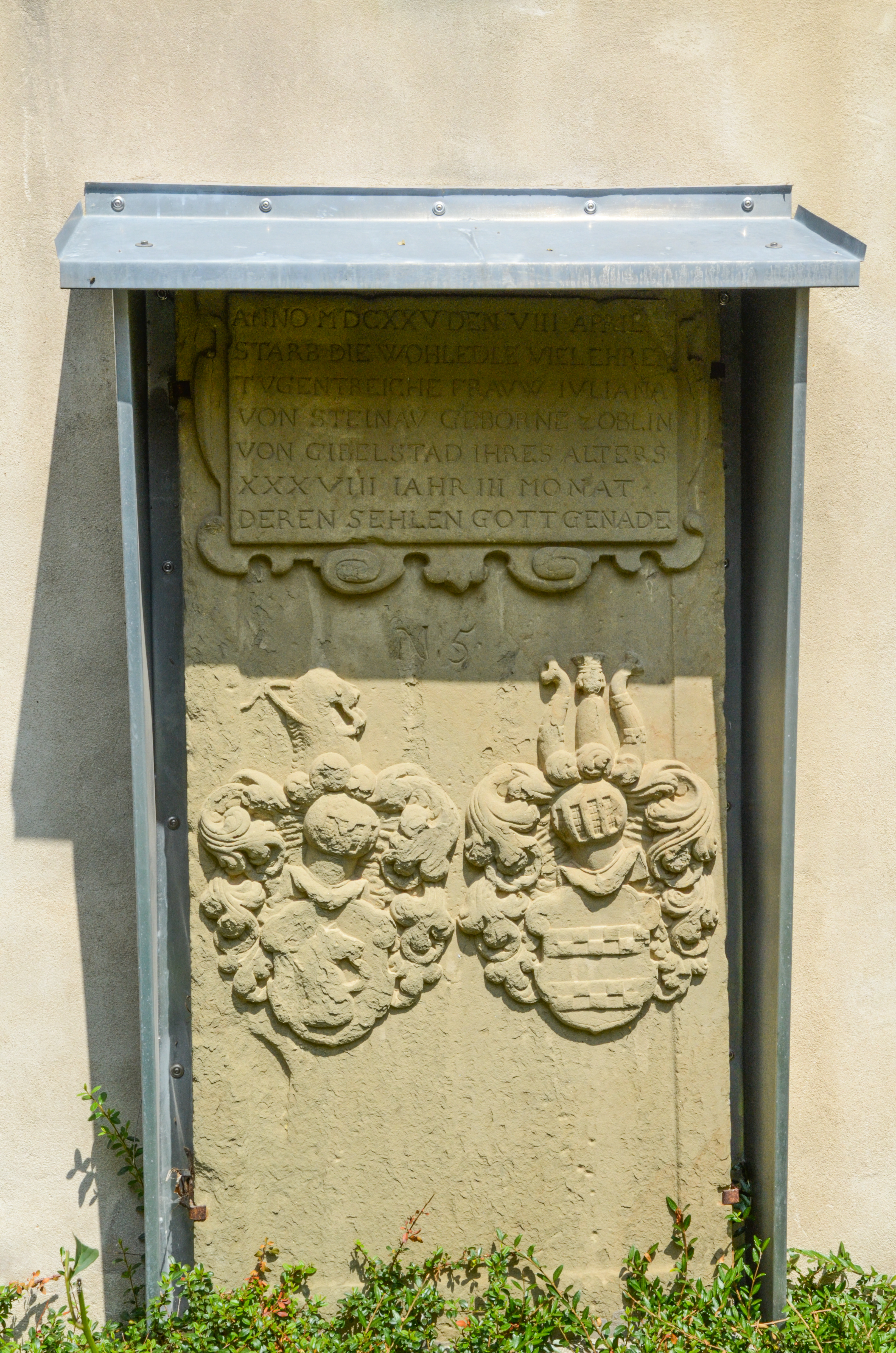
Appollonia von Steinau + 1531

Drei weitere Epitaphe sind in der Krypta aufgestellt, die sich bis zur Renovierung von 1972 im Kirchenraum befanden. Ein Epitaph zeigt ein Relief von Christoph von Steinau, Sohn des Wolff von Steinau in Ritterrüstung, gestorben 1574. Daneben steht der Grabstein für Ursula von Steinau geb. Truchsessin von Wetzhausen, dritte Frau von Wolff von Steinau, gestorben 1584. Gegenüber befindet sich das Epitaph für Margaretha von Steinau geb. von Selbitz, Frau des Hans von Steinau, Sohn des Wolff von Steinau aus der Ehe mit Ursula von Rosenberg.
An der südlichen Außenwand des Langhauses befindet sich der Grabstein der Juliane von Steinau geb. Zobelin von Giebelstadt, gestorben 1675.

Epitaphien
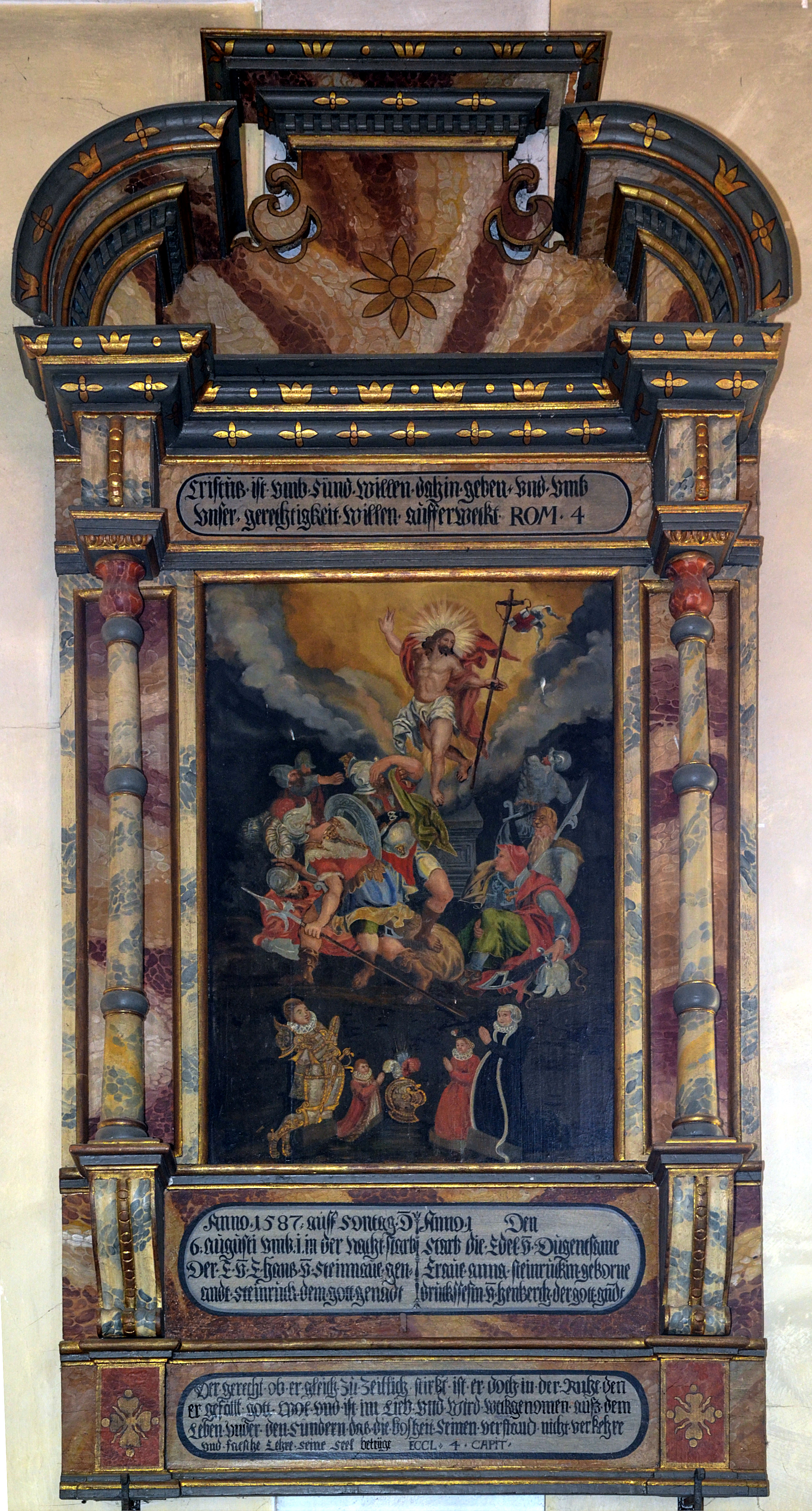
Christoph von Steinau + 1574
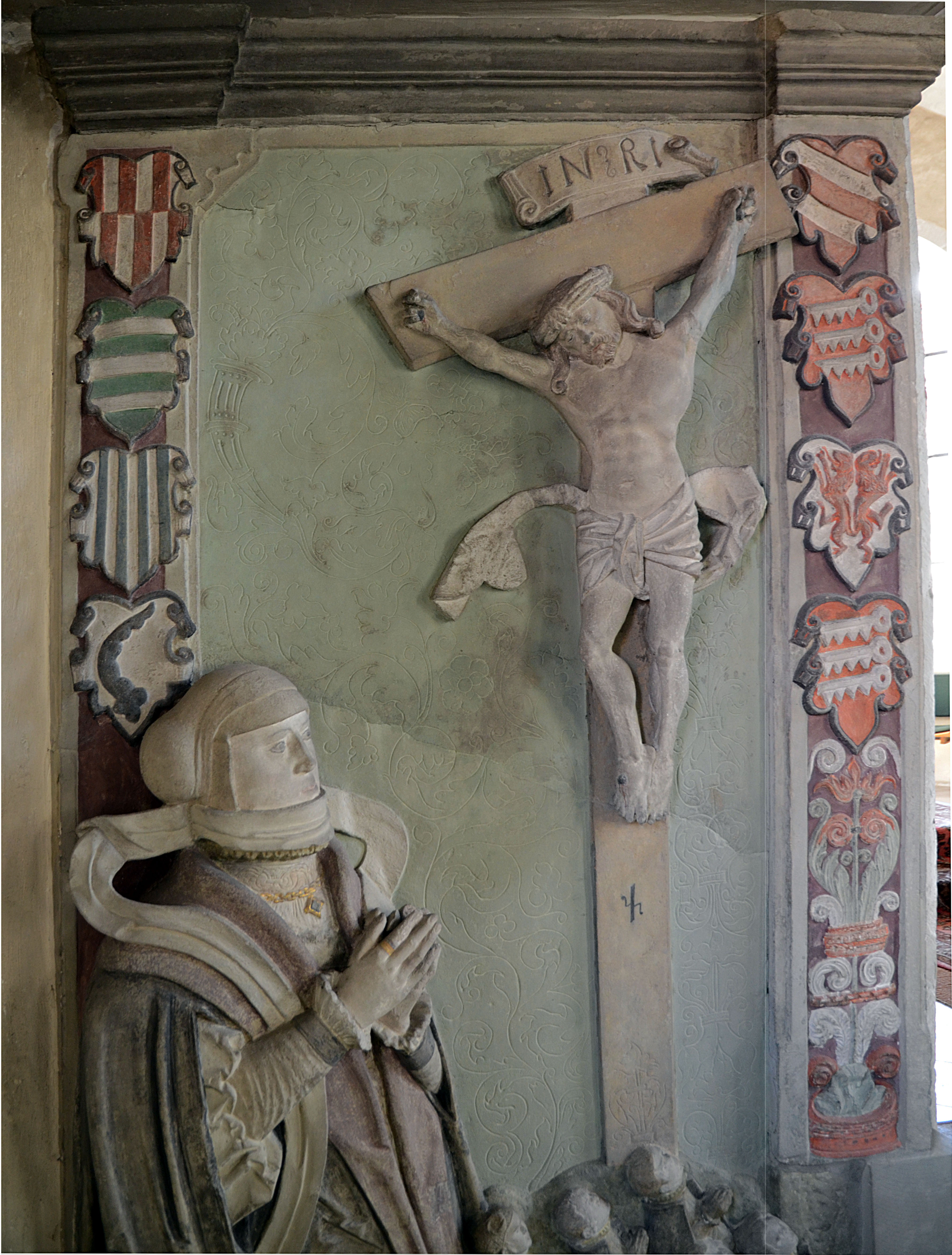
Ursula von Steinau + 1584
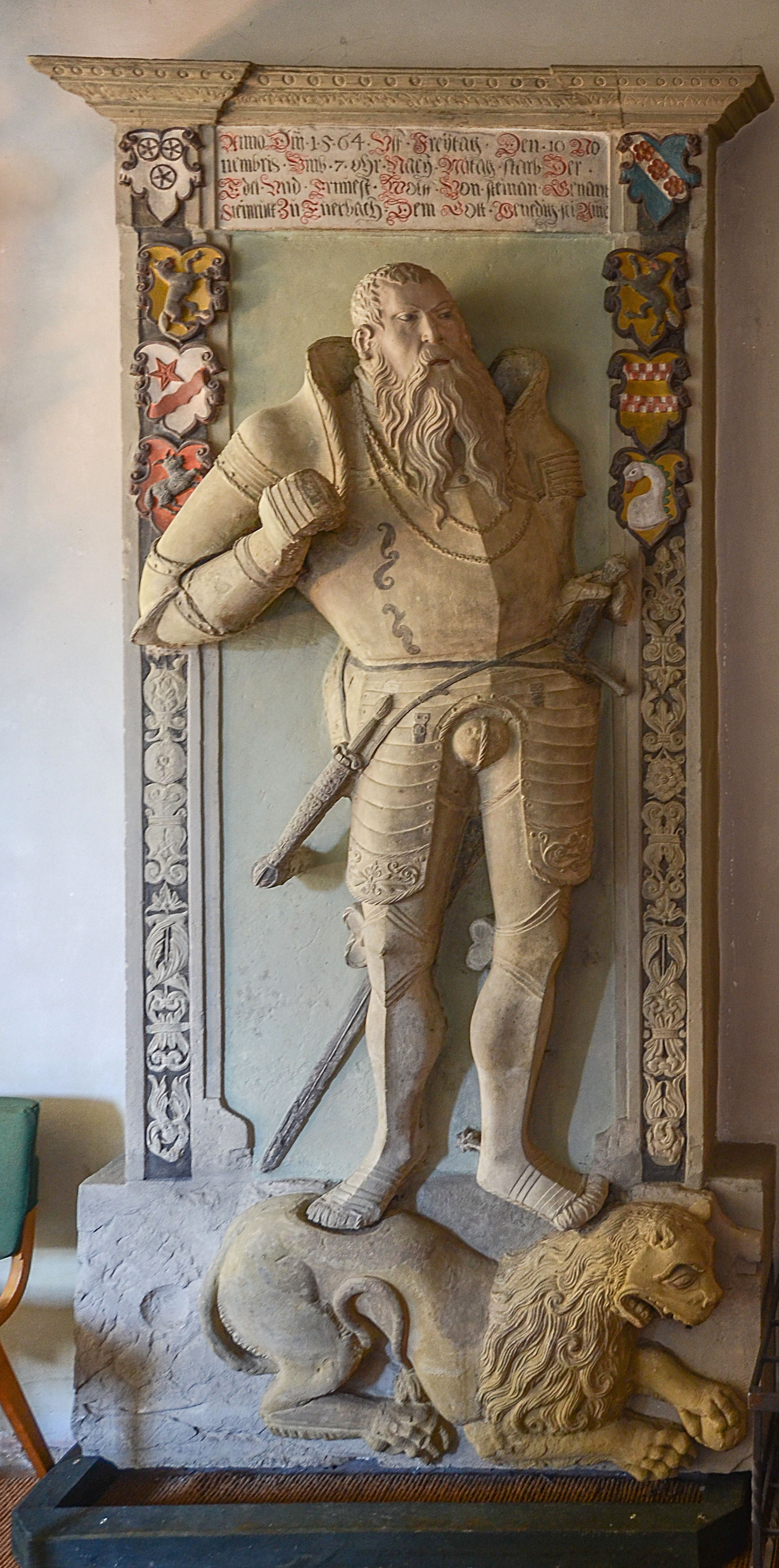
Margaretha von Steinau
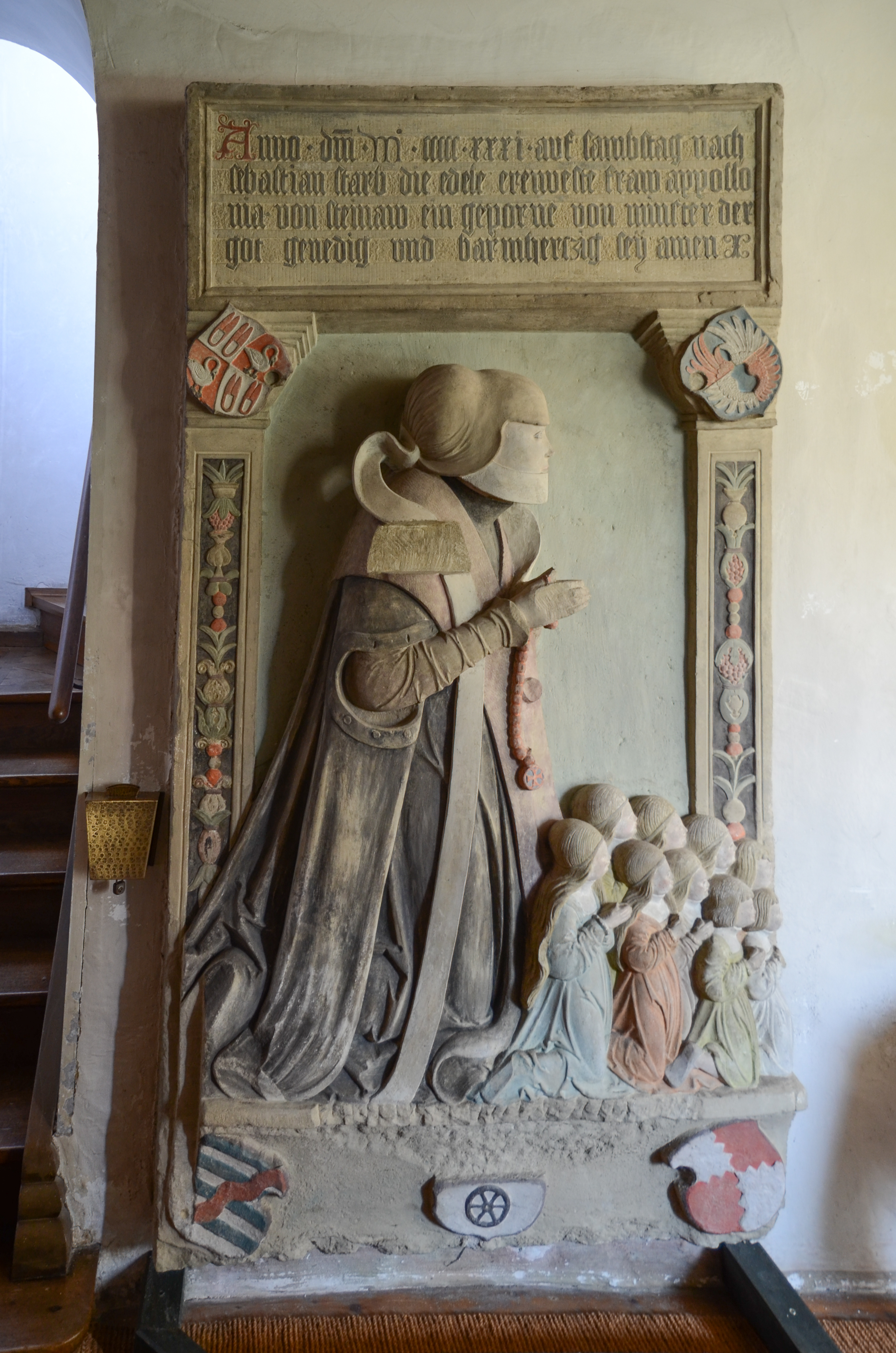
Juliane von Steinau + 1675

## Glocken
Die Gemeinde verfügt über drei historische Glocken, von denen zwei aus der Schweinfurter Glockengießhütte der Familie Zeitlos stammen. Die größte Glocke von 1478 goss Claus Zeitlos (Schlagton: a1+4 Halbtonsechzehntel, Durchmesser: 94 cm, Gewicht: 580 kg), die mittlere von 1524 stammt von seinem Sohn Hans Zeitlos (Schlagton: cis2-2 Halbtonsechzehntel, Durchmesser: 79,5 cm, Gewicht: 340 kg), die kleine Glocke aus der Mitte des 16. Jahrhunderts hingegen stammt von Christof Glockengießer aus Nürnberg (Schlagton: f2+3 Halbtonsechzehntel, Gewicht: 154 kg).

## Kirchenburg
Der Kirchhof ist von Gaden umgeben. Auf der Nordseite wird abschnittsweise der Kirchhof durch eine Mauer statt durch Gaden abgegrenzt. Die Kirchenburganlage wird durch ein Torhaus betreten. Die größte Gade ist das ehemalige Zehnthaus der Dorfherren. Es trägt das Wappen des Wolff von Steinau mit der Jahreszahl 1560. Seit 1960 dient es als evangelisches Gemeindehaus. Im nördlichen Teil der Kirchenburg befindet sich ein Erdstall.

Kirchenburg
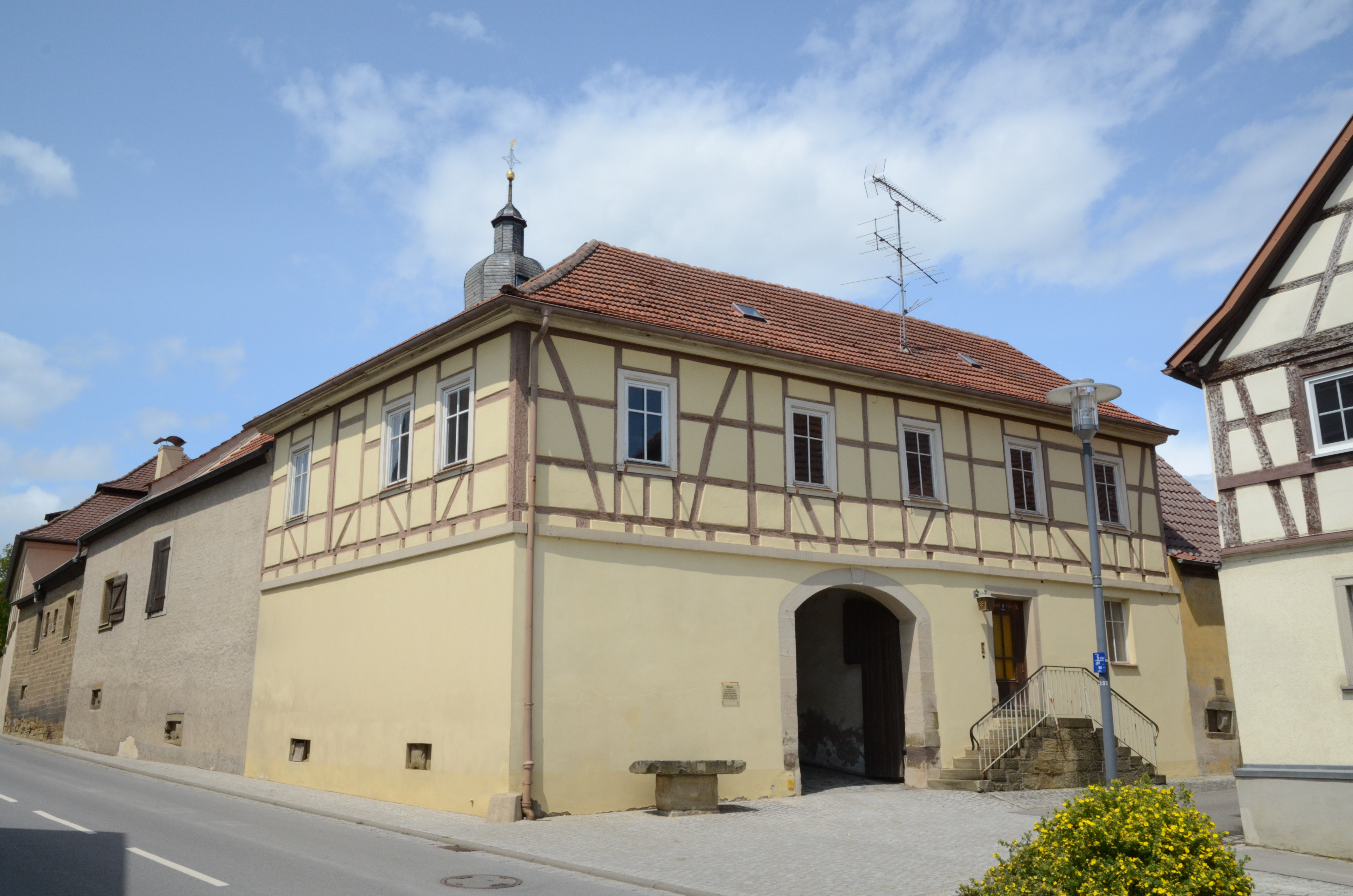
Torhaus
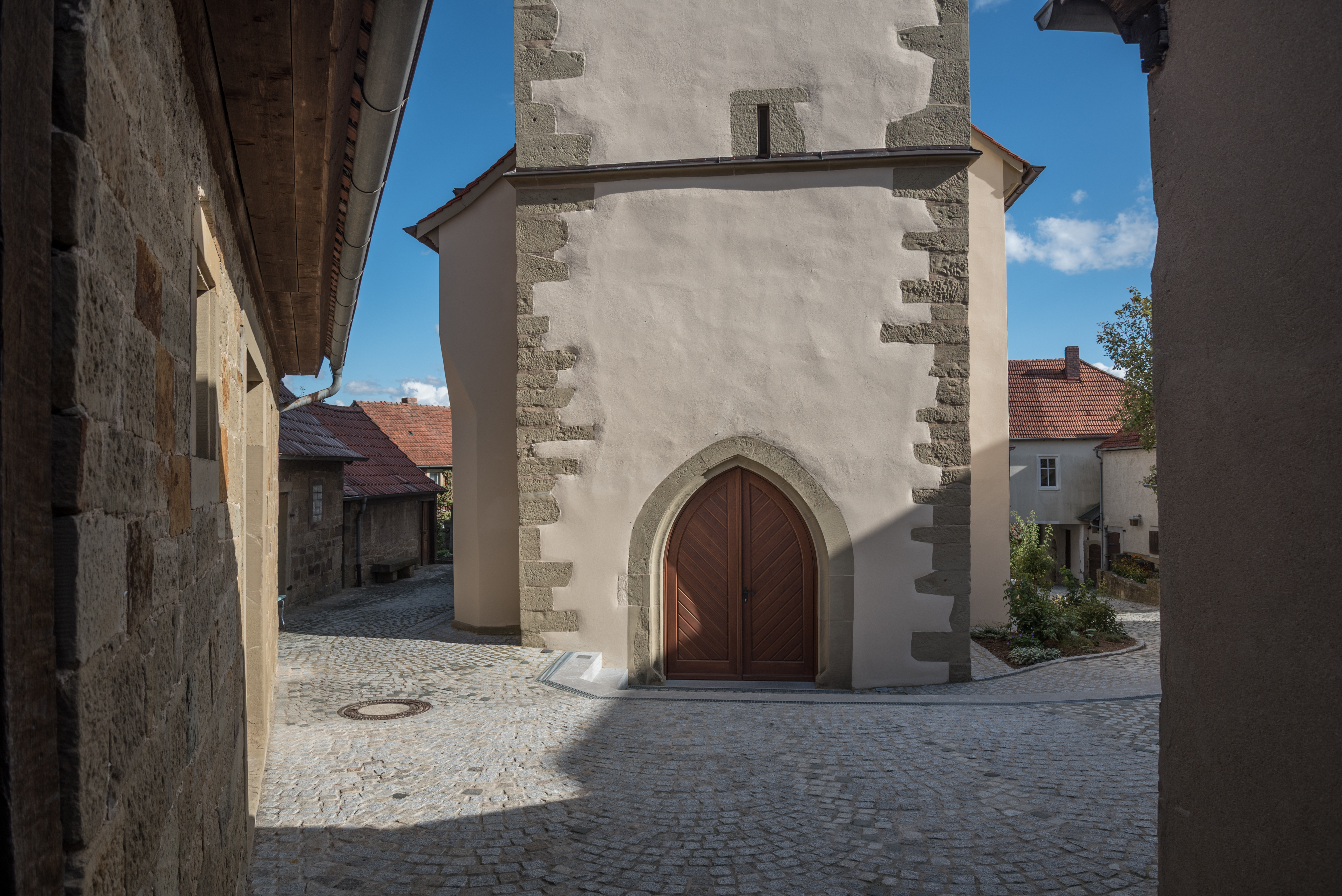
Kirche mit Gaden
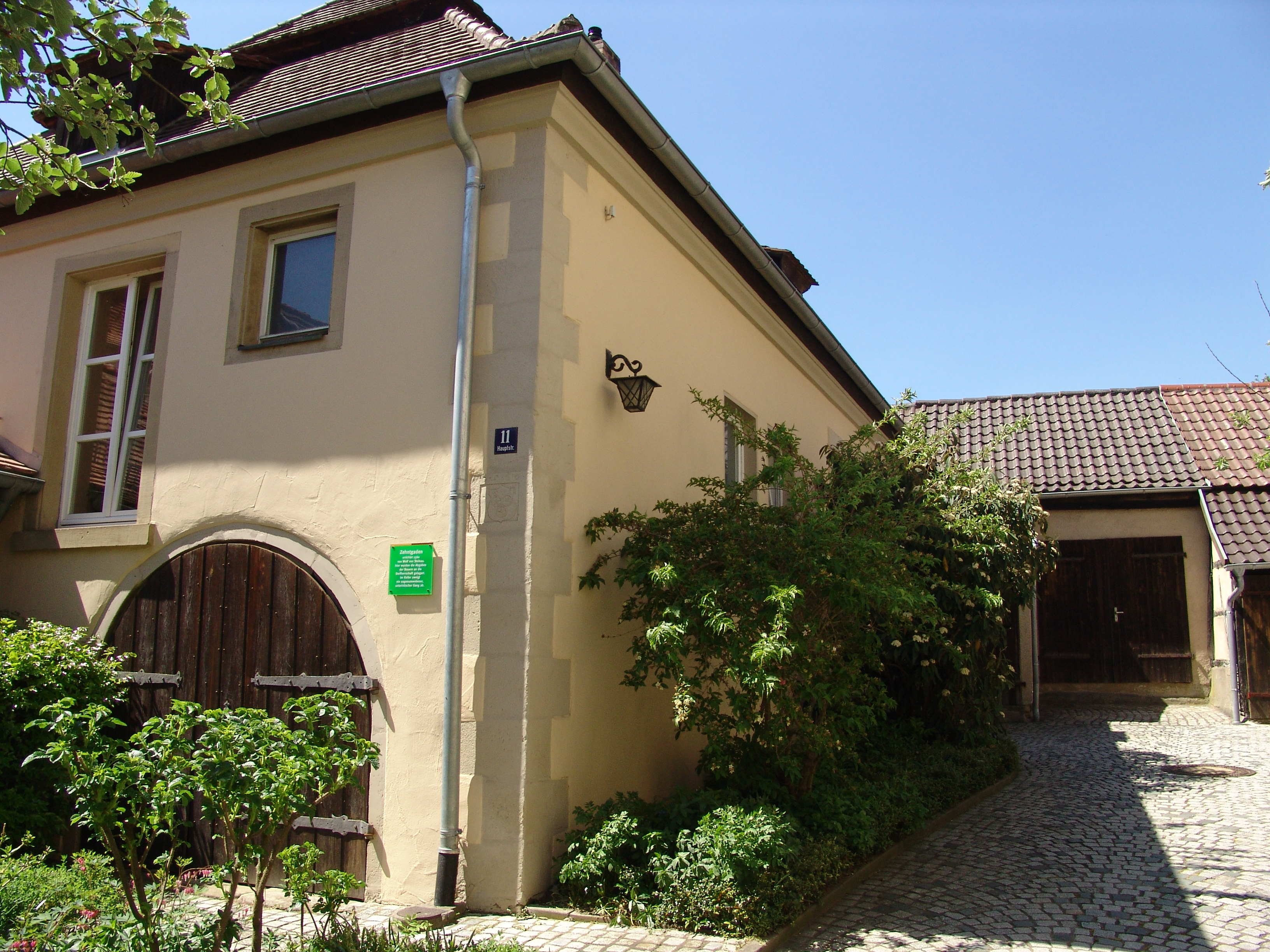
Zehntgade
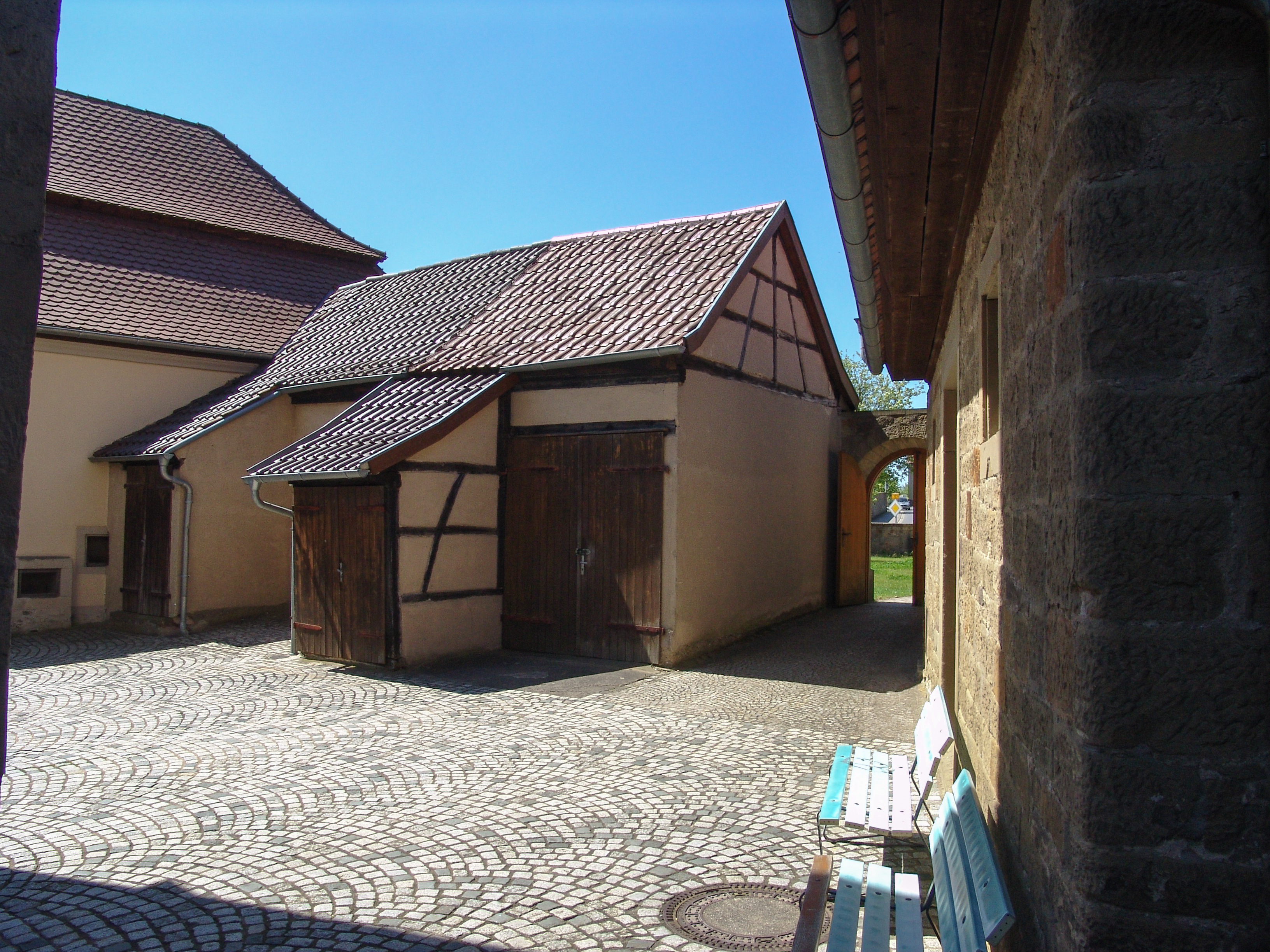
Westlicher Gadenabschnitt mit Erdstall